# Sven-Peter Mannsfeld
Sven-Peter Mannsfeld (* 24. Juli 1935 in Riga, Republik Lettland) ist ein deutsch-US-amerikanischer Industriechemiker in Alabama.

## Leben
Mannsfeld studierte am Max-Planck-Institut für Kohlenforschung und an der Georg-August-Universität Göttingen Chemie. 1959 wurde er im Corps Teutonia-Hercynia Göttingen recipiert. 1964 wurde er in Göttingen zum Dr. rer. nat. promoviert. Im selben Jahr begann er für die Degussa in Kölner Werken zu arbeiten. 1971 kam er in die Hauptverwaltung der Degussa in Frankfurt am Main. Zuständig war er für Projektmanagement für Forschung, Entwicklung und Produktion. Nach zwei Jahren erhielt er den Auftrag, in den Vereinigten Staaten einen geeigneten Produktionsstandort zu suchen. Mannsfeld fand ihn in Alabama. 1989 erhielt er die Staatsbürgerschaft der Vereinigten Staaten. Er wurde 1973 Präsident von Degussa Alabama und 1977 technischer Vizepräsident aller Degussa-Werke in den Vereinigten Staaten. Er sorgte für die Ansiedlung von Mercedes-Benz U.S. International. 1999 kam er in das Board of Directors der Degussa-Hüls und der Werft Atlantic Marine. 2000 trat er in den Ruhestand. Zu seinen vielen Mitgliedschaften und Ehrenämtern zählen die Alabama School of Mathematics and Science, die Handelskammer von Mobile, die National Audubon Society, Ducks Unlimited, der Energieversorger Alabama Power und die Alabama Wildlife Federation.
Sonny Callahan ehrte ihn aus Anlass seines Ruhestands am 18. September 2000 im Repräsentantenhaus der Vereinigten Staaten.
2004 erfuhr Mannsfeld, dass Ineos Phenol ein von ihm entdecktes Verfahren nutzte, das es ermöglichte, aus einem Phenol-Nebenprodukt Carbon Black zur Reifenherstellung zu erzeugen. Er strengte daraufhin einen Prozess (Mannsfeld v. Ineos Phenol, et al. ) wegen der Verletzung geistigen Eigentums an. Ein Geschworenengericht in Mobile gab ihm 2008 recht und verurteilte Ineos und Evonik-Degussa zu Schadensersatz von 192 Millionen US$. Dies war das dritthöchste Schadensersatz-Urteil in den USA im Jahr 2008. Nachdem ein Berufungsgericht 2009 die Berufung der Firmen in zweiter Instanz verworfen hatte, einigten sich Mannsfeld und die Firmen auf Schadensersatz in Höhe von 40 Millionen US$.  Ein weiterer Prozess Sven Peter Mannsfeld v. Evonik Degussa Corporation et al, in dem es um Erfindungen Mannsfelds im Bereich Düngemittel ging, wurde 2011 vor einem US-Bundesgericht verhandelt und an die Gerichte des Staates Alabama zurückverwiesen.

## Ehrungen
- Verdienstorden der Bundesrepublik Deutschland
- Chairman des Business Council of Alabama (1990)
- Honorarkonsul in Alabama (1993)[6]